# Wander - Inganno mortale
Wander - Inganno mortale (Wander) è un film del 2020 diretto da April Mullen.

## Trama
Arthur Bretnik è un investigatore privato mentalmente instabile, paranoico e complottista, che viene assunto per investigare su una morte sospetta. Inizia a credere che il caso possa essere collegato alla morte di sua figlia, una tragedia avvenuta diversi anni prima che ha portato alla rovina della sua famiglia.

## Distribuzione
Il film è stato distribuito nelle sale cinematografiche statunitensi dal 4 dicembre 2020 mentre in Italia è arrivato direttamente in TV il 5 giugno 2021 su Sky Cinema Uno.